# ریج اگنست د ماشین

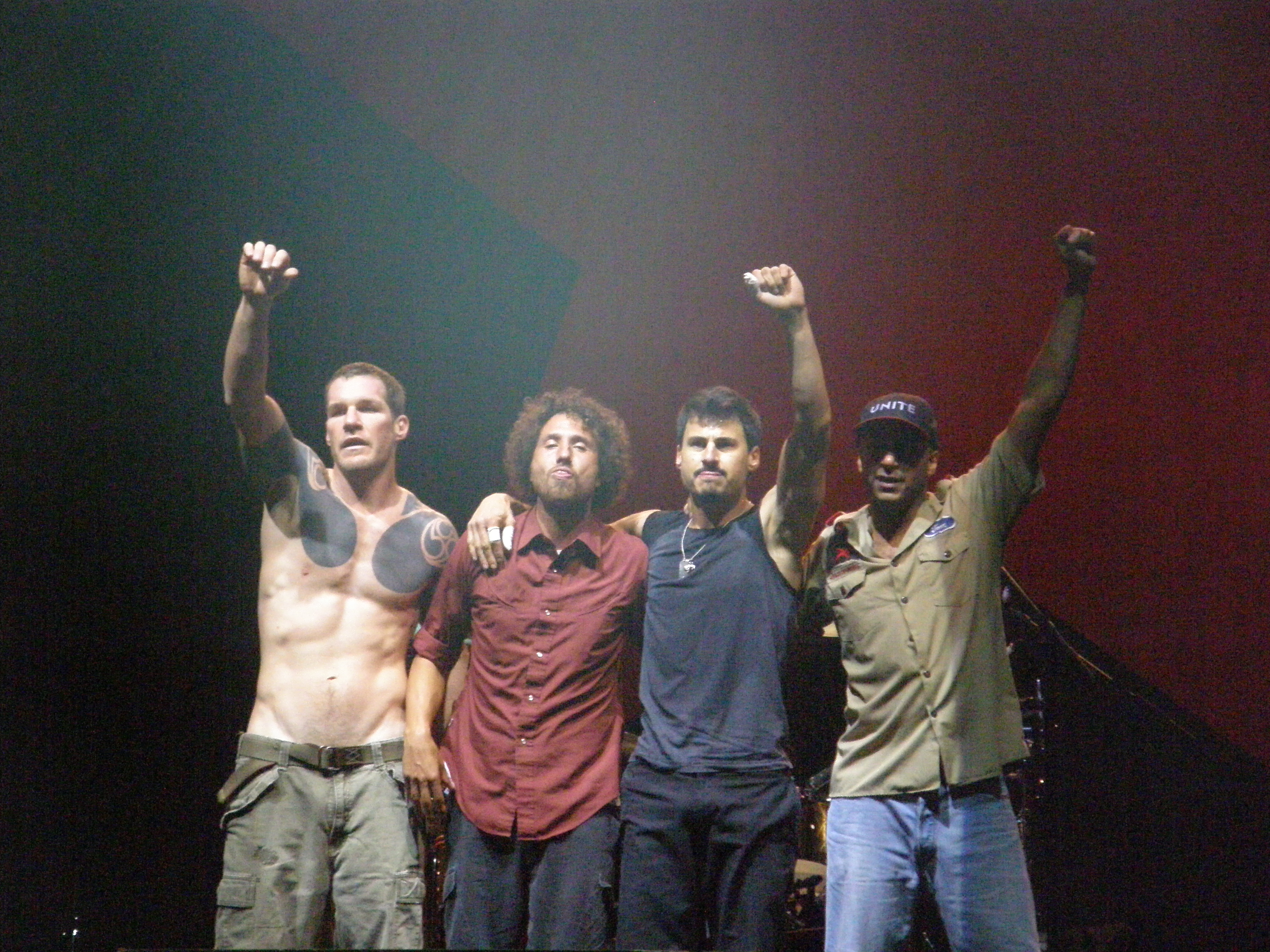
کنسرت ریج اگنست دا ماشین در سال ۲۰۰۷

رِیج اِگنست دِ مِشین (به انگلیسی: Rage Against the Machine) از گروه‌های مشهور سبک موسیقی رپ متال، آلترناتیو متال، رپ راک و فانک راک آمریکا است. مبدأ این گروه در شهر لس آنجلس در کالیفرنیا است.
اعضای بنیان‌گذار ریج اگنست د ماشین زک د لا روچا (خواننده)، تیم کامرفورد (نوازندۀ بیس)، تام مورلو (گیتاریست) و برد ویلک (درامر) بودند. اولین آلبوم استودیویی آن‌ها که هم‌نام خود گروه بود در سال ۱۹۹۲ روانهٔ بازار شد و در آمریکا تا ردهٔ ۴۵اُم جدول پرفروش‌ترین آلبوم‌ها صعود کرد. آلبوم دوم آن‌ها به‌نام امپراتوری شر که ۳ سال بعد منتشر شد با تک‌آهنگ‌هایی همچون «رژهٔ نره گاوها» تبدیل به یک موفقیت بزرگ برای گروه شد و جایگاه نخست بیلبورد ۲۰۰ را به خود اختصاص داد. ترانهٔ «Tire Me» از آن آلبوم جایزهٔ گرمی «بهترین اجرای متال» را از آن خود کرد. نبرد لس آنجلس سومین آلبوم ریج اگنست د ماشین بود که در سال ۱۹۹۹ منتشر شد و همچون امپراتوری شر صدرنشین جدول پرفروش‌ترین آلبوم‌ها در ایالات متحده شد. ترانهٔ «رادیو چریکی» از آن آلبوم دومین جایزهٔ گرمی را نصیب اعضای گروه کرد.
در سال ۲۰۰۰ گروه یک کاور آلبوم به نام مرتدها منتشر کردند و در پایان همان‌سال د لا روچا برای پرداختن به موسیقی شخصی‌اش از گروه کناره گرفت. در سال ۲۰۰۱ اعضای باقی‌ماندهٔ ریج اگنست د ماشین به همراه کریس کرنل گروه آدیو اسلیو را تشکیل دادند. در سال ۲۰۰۷ آدیو اسلیو رسماً منحل شد و د لا روچا به همراه هم‌گروهی‌های قدیمی‌اش فعالیت‌شان در ریج اگنست د ماشین را از سر گرفتند.

## ترانه‌شناسی
نوشتار اصلی: ترانه‌شناسی ریج اگنست د ماشین

### آلبوم‌های استودیویی
| نام آلبوم                    | معنی نام            | سال انتشار |
| ۱. Rage Against the Machine  | طغیان علیه ماشین    | ۱۹۹۲       |
| ۲. Evil Empire               | امپراتوری شر        | ۱۹۹۶       |
| ۳. The Battle of Los Angeles | نبرد لس‌آنجلس        | ۱۹۹۹       |
| ۴. Renegades                 | مرتدها (کاور آلبوم) | ۲۰۰۰       |